# رائول بریکار
رائول بریکار (انگلیسی: Raoul Bricard؛ ۲۳ مارس ۱۸۷۰ – ۲۶ نوامبر ۱۹۴۳) مهندس و همچنین ریاضی‌دان فرانسوی بود. وی بیشتر برای کارهایش در هندسه، به ویژه هندسه تشریحی و توصیفی و هم‌نهشتی قیچی، و سینماتیک، به ویژه رابط‌های مکانیکی شناخته شده است.